# Илия Каблешков
 Тази статия е за офицера.  За просветителя вижте Илия Каблешков (просветител).  
Илия Стоянов Каблешков е български офицер (генерал-майор), командир на 9-и пехотен пловдивски полк (1919 – 1920) и началник на Военното на Негово Величество училище (1920 – 1923).

## Биография
Роден е на 21 юли 1879 година в град Пловдив. Завършва Военното училище през 1899 година. Между 1904 и 1908 учи в Генералщабната академия в Торино, Италия. Военната му служба започва през 1904 година в 3-ти артилерийски полк. Служи в 1-ва инспекционна област. В различни периоди е бил военен аташе в Атина и към турската главна квартира. От 1919 до 1920 е командир на девети пехотен пловдивски полк, а по-късно е командир на бригада към Втора пехотна тракийска дивизия. От 1920 до 1923 е началник на Военното училище, след което излиза в запас.

## Военни звания
- Подпоручик (1899)
- Поручик (1903)
- Капитан (15 август 1907)
- Майор (30 май 1913)
- Подполковник (30 май 1916)
- Полковник (30 май 1918)
- Генерал-майор (21 юли 1923)